# Russenrad

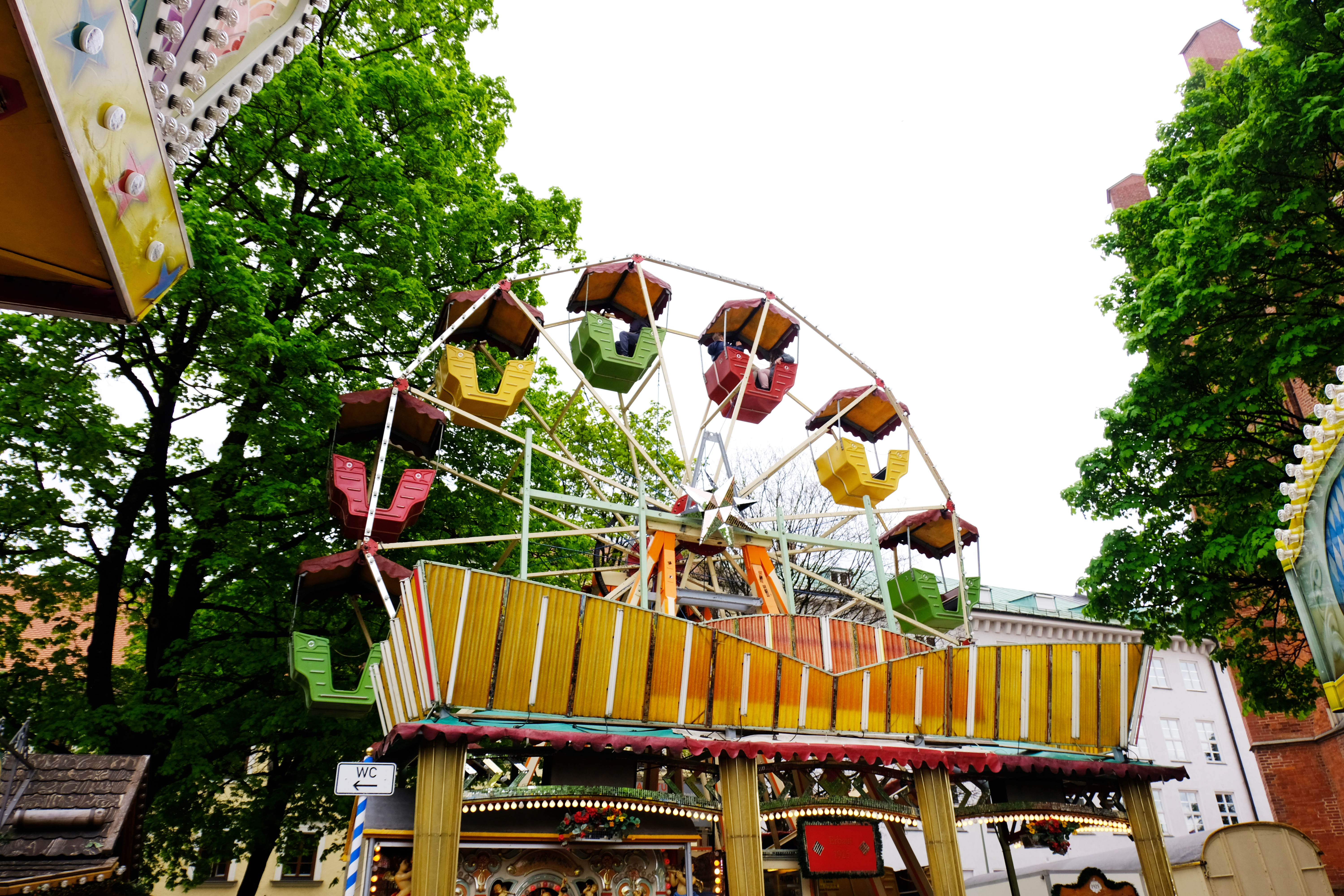
Das Russenrad auf der Auer Dult

Das Russenrad, auch Russische Schaukel genannt, gehörte zu den Traditions-Fahrgeschäften des Münchner Oktoberfests und der Auer Dult. Es wurde 1925 in Betrieb genommen und ist somit das älteste Riesenrad in Bayern.
Das Russenrad ist 14 Meter hoch und damit eigentlich ein Miniatur-Riesenrad. Der Name leitet sich möglicherweise aus der Tatsache her, dass die Idee zu diesem Fahrgeschäft im 17. Jahrhundert in Osteuropa aufkam. Hergestellt wurde das Rad 1925 in der Karusselfabrik „Franz Gundelwein“ im thüringischen Wutha. Das Russenrad besitzt 12 Gondeln, der 12 PS-Motor startet wie zur Zeit der Herstellung mit einem „Salzwasser-Anlasser“. Für den Auf- und Abbau müssen jeweils drei Tage veranschlagt werden.
Die nostalgische Konzertorgel wurde von der Firma „Wilhelm Bruder“ aus Waldkirch im Breisgau hergestellt und spielt über Notenrollen. Die Konzertorgel spielt auf der 33er Ruth Scala (so bezeichnen Fachleute die Tonstufen einer Jahrmarktsorgel) Die Orgel wurde ursprünglich mit Kartonnoten als Programmträger abgetastet, aber dann von der Kirmesorgelfabrik Voigt auf das Moderne Notenrollen System umgebaut.

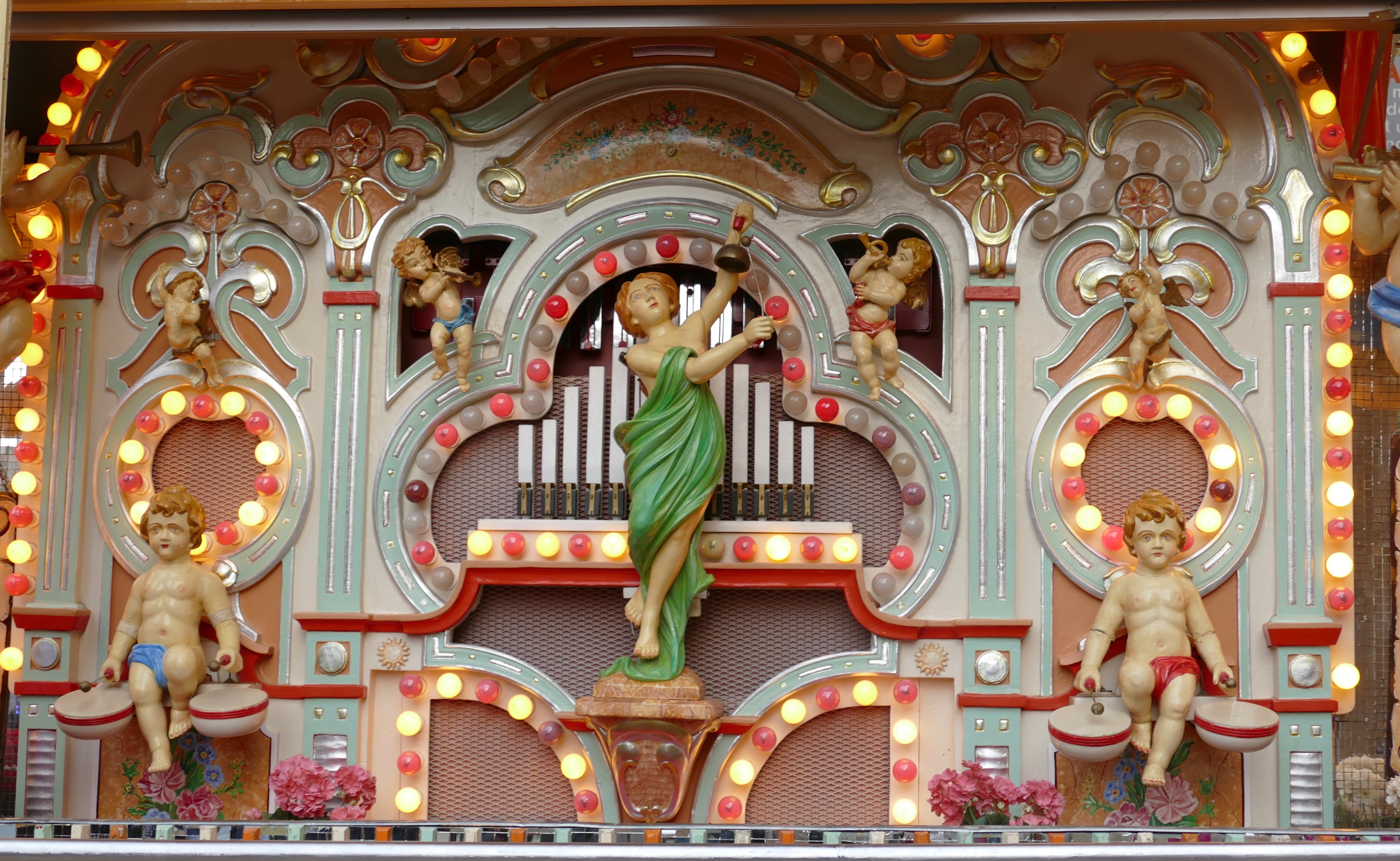
Die bewegliche Konzertorgel am Russenrad

1925 erwarb der Schwabinger gelernte Schuhmacher Josef Esterl das Russenrad für 6500 Reichsmark. Seine Premiere hatte es 1925 auf der Auer Dult, im gleichen Jahr bekam es einen Standplatz für 1000 Reichsmark Pacht auf dem Oktoberfest. In den folgenden Jahren brachte Esterl sein Russenrad bis in den Vergnügungspark von Helsinki und auf den Markusplatz in Venedig.
Nach dem Zweiten Weltkrieg gehörte das Russenrad zu den ersten Fahrgeschäften, die sich wieder auf dem Oktoberfest einfanden. 1954 war es in der Schlussszene des US-Spielfilms Carnival Story zu sehen, der in München spielt. Auf dem Gelände an der Maxburg – extra in der Sichtachse zur Frauenkirche – wurde damals für die Dreharbeiten ein Rummelplatz aufgebaut. Der Bösewicht, der aus Eifersucht einen Mord begangen hat, kommt nach einem Zweikampf im Russenrad durch einen Sturz zu Tode. Zum US-Spielfilm mit Anne Baxter gab es auch eine eigenständige deutsche Version mit dem Titel Rummelplatz der Liebe. Hier spielt Curd Jürgens den Mörder Toni, die Frau, um die es geht, ist Eva Bartok.
Das Russenrad war drei Generationen lang im Familienbesitz. 2019 drohte ihm das Aus: Die Eigentümer konnten die aktuellen Sicherheitsauflagen des TÜVs aus Kostengründen nicht umsetzen. Ende Oktober 2019 meldete die Münchner Abendzeitung jedoch, dass sich eine Käuferfamilie aus dem Oktoberfest-Umfeld gefunden habe, die das Russenrad renovieren und weiterbetreiben will. 2022 war der Platz des Russenrads auf der Dult leer, auf der Maidult 2023 war ein neues, größeres Rad auf dem Festplatz zu sehen. Auf der Jakobidult 2023 stand dann wieder das Russenrad, allerdings mit neuer Farbgebung der Gondeln.

## Weblinks

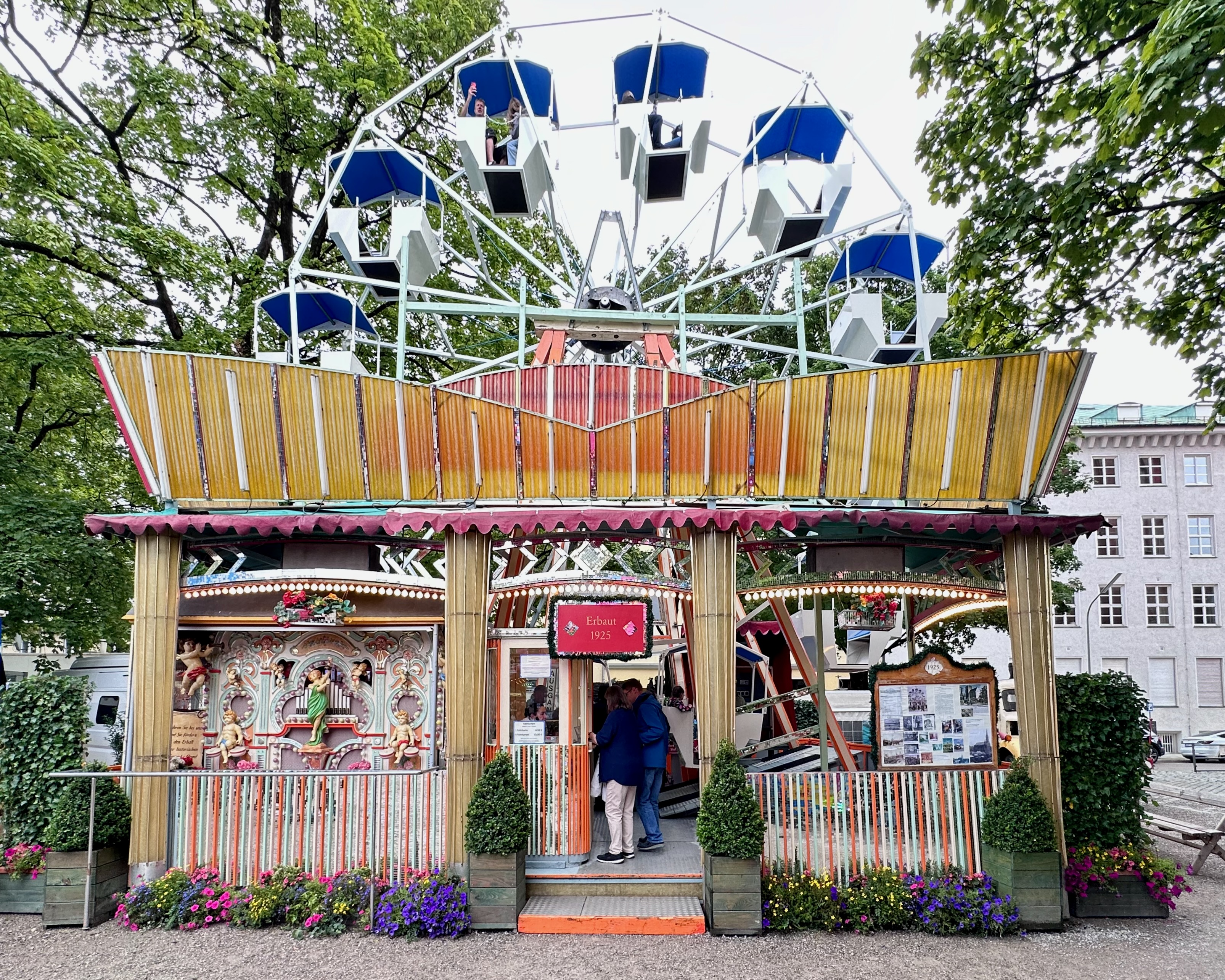
Weiß-blaue Farbgebung nach der Renovierung der Gondeln